# Красін (Вармінсько-Мазурське воєводство)
Красін (пол. Krasin, нім. Schönfeld) — село в Польщі, у гміні Пасленк Ельблонзького повіту Вармінсько-Мазурського воєводства.
Населення — 245 осіб (2011).
У 1975-1998 роках село належало до Ельблонзького воєводства.

## Демографія
Демографічна структура станом на 31 березня 2011 року:
|          | Загалом | Допрацездатний вік | Працездатний вік | Постпрацездатний вік |
| -------- | ------- | ------------------ | ---------------- | -------------------- |
| Чоловіки | 119     | 32                 | 80               | 7                    |
| Жінки    | 126     | 35                 | 70               | 21                   |
| Разом    | 245     | 67                 | 150              | 28                   |